# 硝酸パラジウム(II)
硝酸パラジウム(II)（しょうさんパラジウム(II)、英語: palladium(II) nitrate）は、化学式が  Pd(NO3)2・(H2O)x （x = 0 または 2）で表される無機化合物である。無水物と二水和物は潮解性の固体である。X線結晶構造解析によると、どちらの化合物も単座硝酸配位子を持つ正方形平面のPd(II)を特徴としている。配位高分子である無水物は黄色である。
硝酸溶液中ではPd(NO3)2はアルケンの二硝酸エステルへの変換を触媒する。熱分解すると酸化パラジウム(II)が得られる。

## 合成
水和硝酸パラジウムは、酸化パラジウム水和物を希硝酸に溶解し、結晶化することによって得られる。硝酸塩は黄褐色で潮解性のプリズムとして結晶化する。無水物は、金属パラジウムを発煙硝酸で処理することによって得られる。